# Muralha de Pontevedra
A muralha de Pontevedra era uma fortificação da cidade de Pontevedra (Espanha), que desapareceu em grande parte no final do século XIX, embora alguns vestígios ainda sejam visíveis, sendo o mais importante o troço ameado na rua Arzobispo Malvar. Este trecho completo, com cerca de 40 metros de comprimento, pode ser acedido a partir dos jardins dos dois edifícios do lado oeste da avenida de Santa Maria.
Há também secções da muralha que fazem parte de edifícios mais recentes e que foram realçadas durante a renovação destes edifícios, como o troço junto à antiga porta de Trabancas, que foi incorporada e recuperada à sua antiga glória na renovação do café Savoy.

## História

### Origem

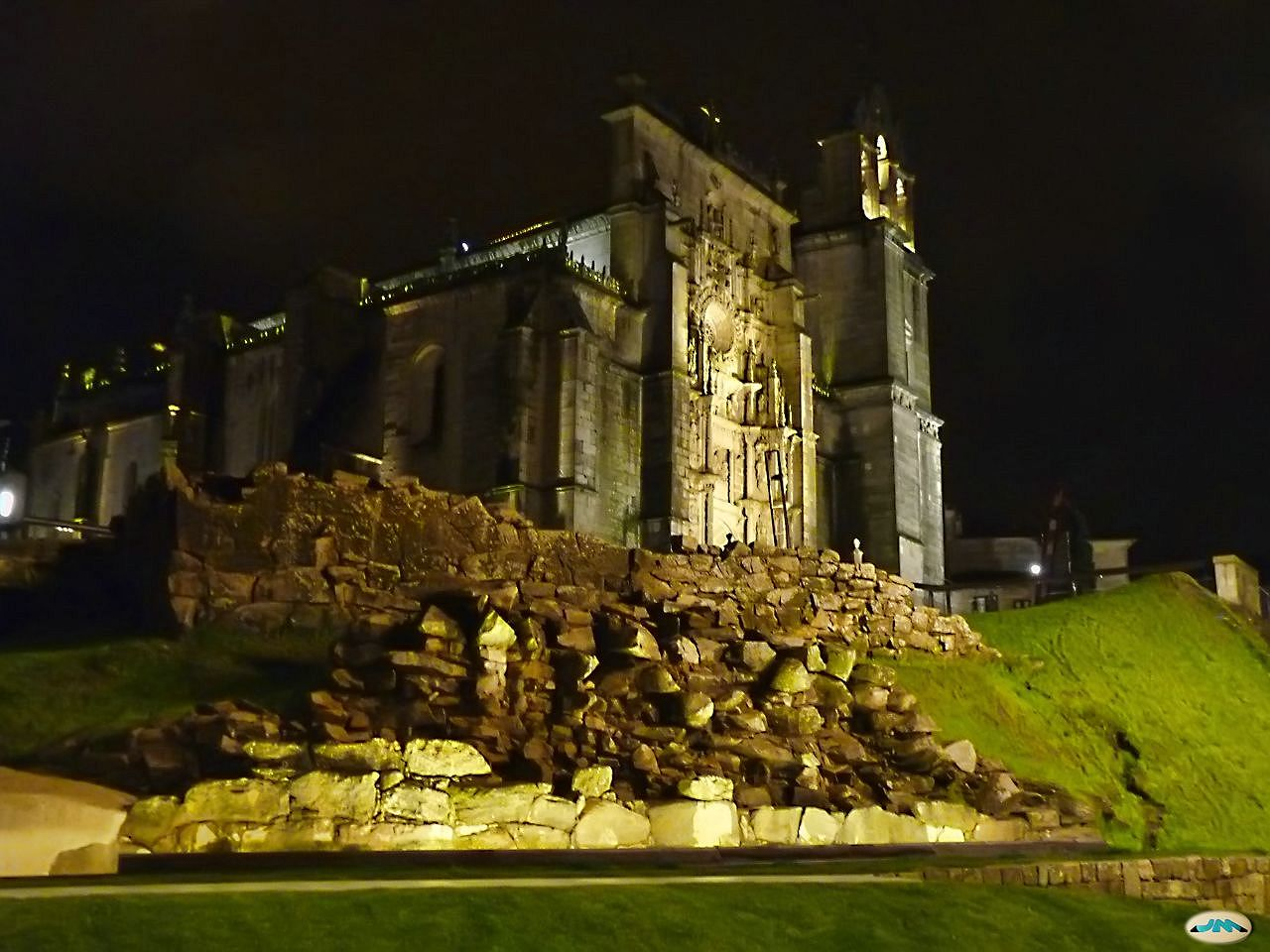
Restos das muralhas ao lado da Basílica de Santa Maria Maior

O primeiro recinto amuralhado da cidade foi construído no século XII. O primeiro recinto amuralhado da cidade foi construído no século XII. A construção da muralha definitiva de Pontevedra começou no século XIII, com o objectivo de servir de fortificação defensiva da cidade. A sua construção continuou no século XIV e foi finalmente concluída no século XV. A muralha permanecera inalterada na sua forma e aspecto até ser demolida quatro séculos mais tarde. Segundo o historiador Juega Puig, a muralha de Pontevedra fora prolongada três vezes, a primeira entre 1300 e 1325 e a última entre 1450 e 1480.
O primeiro recinto amuralhado incluiria a área em redor da basílica de Santa Maria Maior. A sua primeira ampliação poderia estar associada a uma fase de crescimento generalizado dos centros urbanos ligados ao mundo da pesca, uma vez que em 1229 Pontevedra obteve o privilégio de secar a pescada e vendê-la por mar e terra em todo o reino e fora dele, e em 1238 a cidade obteve também o direito exclusivo de fabricar óleo de peixe. Foi criada uma nova paróquia, São Bartolomeu, acomodando mais pessoas e aumentando a área fortificada, transformando a disposição original em forma de amêndoa numa quase circular.
A segunda ampliação teve lugar entre 1300 e 1325. A cidade cresceu e isto levou, entre outras coisas, à instalação de ordens religiosas que fundaram os conventos de São Domingos, São Francisco e Santa Clara, que, embora localizados fora da cidade, responderam ao aumento do número de almas às quais podiam difundir a fé.
A terceira ampliação teve lugar em meados do século XV, e incluiu o convento de São Francisco. Esta ampliação teve três razões: o carácter guerreiro do período, que exigiu maiores reforços defensivos; o crescimento económico e demográfico; e a necessidade de novos espaços tendo em conta a concessão da Feira Franca por Henrique IV de Castela.

### Degradação e abandono
Com a diminuição da ameaça de ataques à cidade, a muralha perdeu a sua função e utilidade, o que contribuiu em grande medida para o seu abandono gradual. Com o passar do tempo e os avanços militares, a muralha tornou-se obsoleta e de pouca utilidade para a defesa da cidade. O ataque inglês de Homobod em 1719 contribuiu grandemente para a sua deterioração.

### Desaparecimento da muralha
Em meados do século XIX e devido às circunstâncias acima referidas, por acordo da Câmara Municipal, foi decidido demolir a muralha da cidade para permitir a expansão da cidade e seguir o exemplo de outras cidades europeias, pois a muralha era considerada um anacronismo e as novas tendências de demolição das muralhas medievais davam um ar de modernidade à nova concepção de urbanismo. Os trabalhos de demolição foram levados a cabo entre 1848 e 1886. 

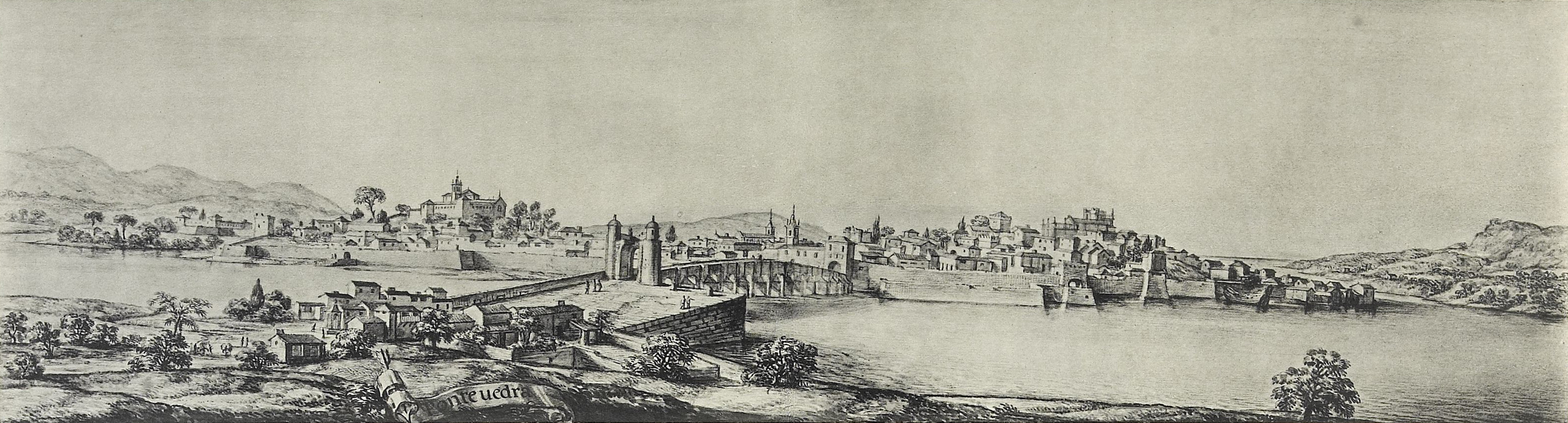
Pontevedra, em 1669, numa ilustração de Pier Maria Baldi

A demolição da muralha começou com a Porta de Trabancas (a passagem entre a Praça da Virgen Peregrina e a Praça da Ferraria), seguida pela Porta de Santa Maria em 1852 e a Porta da Galera. Mais tarde, a Porta de São Domingos foi desmantelada em 1854, vendida ao Tesouro e colocada na porta do antigo convento de São Francisco. A Torre da Bastida, a Torre do Ouro e as fortificações da Ponte do Burgo foram também demolidas, bem como as Torres dos Arcebispos, que estavam em ruínas desde o ataque inglês de Homobod em 1719 e foram finalmente demolidas em 1873.
Apenas a Porta de S. Domingos nas muralhas da cidade foi preservada, e foi parcialmente transferida para o convento de S. Francisco em desuso, servindo de porta à sua entrada principal.
Hoje em dia, restam apenas algumas pequenas amostras do que estas muralhas defensivas foram no seu tempo: um troço ameado na rua Arzobispo Malvar e vários vestígios arqueológicos no seu antigo perímetro, como os que estão em frente à Basílica de Santa Maria Maior ou na rua da Serra, que faz parte do edifício Castelão do Museu de Pontevedra.

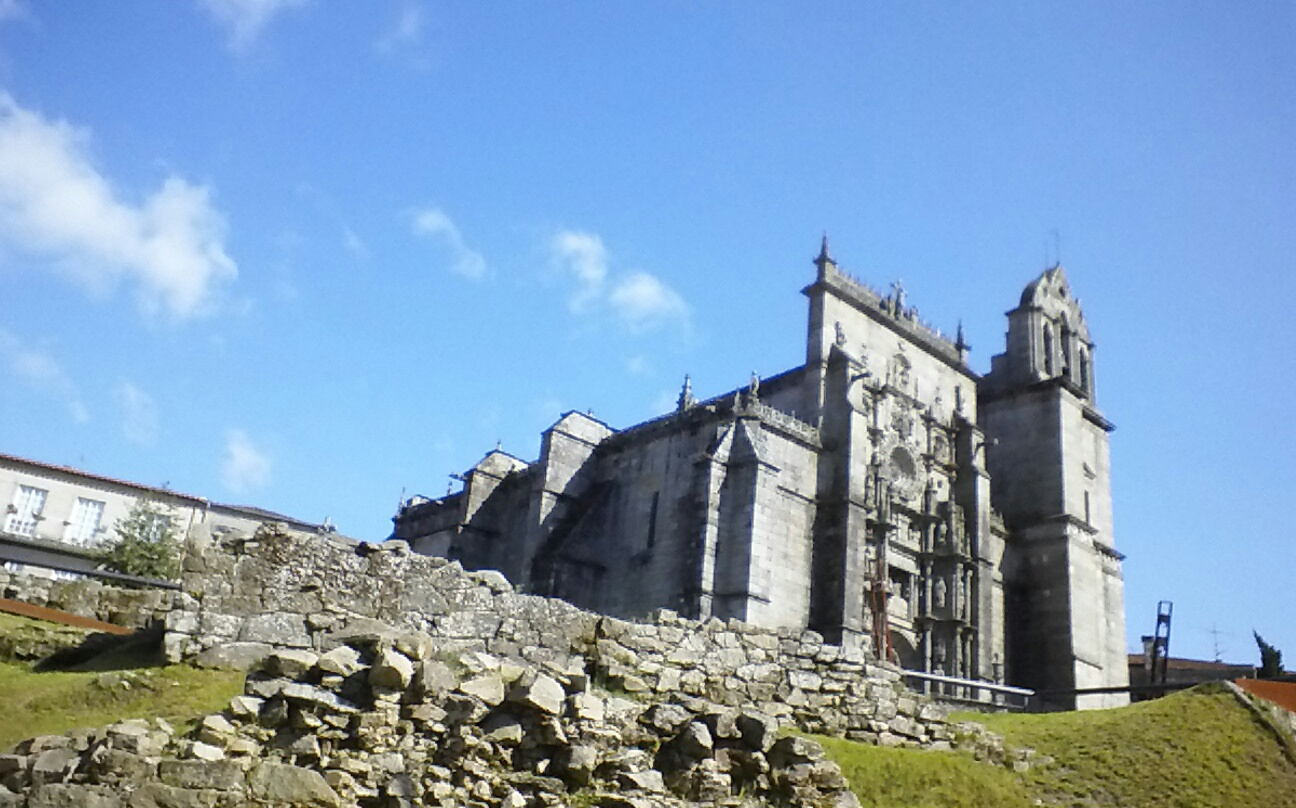
Restos da muralha perto da antiga Porta de Santa Maria

No século XXI, durante várias obras de reabilitação urbana na cidade velha, vários restos da muralha medieval de Pontevedra foram descobertos durante as escavações. Estes foram estudados, catalogados, preservados e restaurados na maioria dos casos para fazerem parte do património arquitectónico da cidade. Os mais importantes estão localizados na Rua Arzobispo Malvar, em frente ao Campillo de Santa Maria, e foram integrados na paisagem urbana por meio de becos e zonas de erva. Foram também integrados no edifício Castelao do Museu de Pontevedra, onde os restos da muralha podem ser vistos do exterior na parte norte da cidade, perto do rio Lérez. Outros restos que apareceram integram diferentes construções no perímetro da cidade velha e foram também restaurados. Podem ser vistos no caso de edifícios de uso público, tais como a parte lateral do Café Savoy e a casa art nouveau que pertencia à irmandade da Virgem Peregrina. Também na rua Michelena, no número 20, o bar de tapas La Muralla preservou outro pedaço das muralhas medievais integradas na cave, que se tornou um elemento central e outro elemento da decoração interior.

## Descrição
O recinto fortificado foi organizado em torno de duas colinas ou montículos: os ocupados pela Basílica de Santa Maria Maior a oeste da cidade velha e pelo convento de São Francisco a leste. O muro de alvenaria tinha 7 metros de altura e era encimado por uma fileira de ameias e um adarve ao longo de todo o seu comprimento. Este passadiço tinha dois metros de largura. As muralhas eram pontuadas por inúmeras torres e defesas e seu perímetro atingia 2.170 metros de comprimento. Provavelmente a torre mais conhecida era a Torre Bastida, situada no local agora ocupado pela Câmara Municipal do século XIX. No exterior havia uma vala ou fosso.

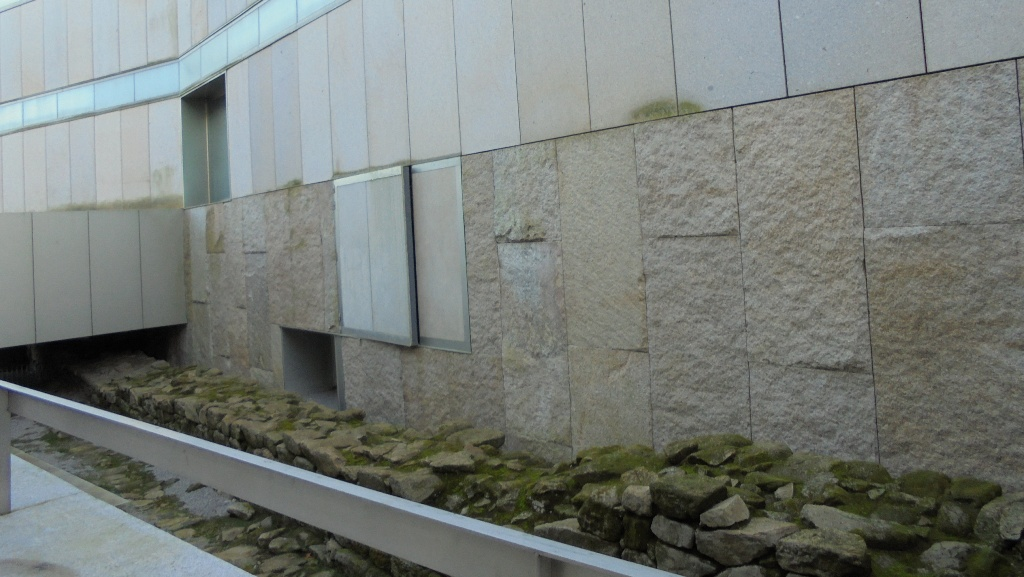
Restos da muralha da cidade no norte do centro histórico, integrados no Edifício Castelao do Museu de Pontevedra.

A muralha da cidade tinha 4 grandes portões e 7 portas. As quatro portas principais da cidade estavam ligadas às quatro estradas reais que levavam a Santiago de Compostela, Orense, Tuy e Marim. Estas portas eram :
- Porta de Santa Maria :estava situada junto à Basílica de Santa Maria Maior.
- Porta de São Domingos: ficava perto do convento dominicano, hoje as ruínas de São Domingos. Estava ligada ao bairro dos pescadores de A Moureira.
- Porta de Trabancas : ligava a praça da Ferraria  com a praça da Virgem Peregrina.
- Porta de Rocheforte : abria-se para a rua de Santa Clara, onde se encontra o convento gótico das Clarissas. Estava ligada ao Caminho de Castela.

Para além destas, existiam outras duas portas (a Galera e a do Ribeiro), a Porta da Ponte, junto à Ponte do Burgo, e a Porta do Barão, junto ao Palácio dos Condes de Maceda, o actual Parador de Turismo.
Este complexo defensivo foi completado por torres fortificadas ao longo do perímetro da muralha. Estas foram:
- As torres arquiepiscopais. Estavam perto da Basílica de Santa Maria Maior.
- A Torre do Ouro. Na parte norte da muralha da cidade, na confluência das actuais ruas da Serra e do Padre Amoedo. O seu nome vem do facto de que parece ter sido construída no estilo da Torre do Ouro de Sevilha.
- A Torre da Bastida. Uma torre defensiva que se erguia no local da actual Câmara Municipal de Pontevedra.
- Mais duas torres entre as Portas de Trabancas e Rocheforte.
- Outras duas torres nas margens do rio Lérez.

A reconstrução das portas principais da antiga muralha de Pontevedra é recriada durante a Feira Franca, uma festa medieval realizada todos os anos no primeiro fim de semana de setembro e que comemora da feira livre de impostos concedida à cidade pelo rei Henrique IV no século XV.

### Influência no planeamento urbano
Após a construção da muralha, o tecido urbano é restringido dentro dos limites da mesma, o que marca o tamanho dos edifícios e mesmo a sua altura, uma vez que os de mais de três andares foram considerados uma ameaça ao sistema defensivo. As principais portas da muralha de Pontevedra marcam os eixos de comunicação da cidade com os quatro pontos cardeais.

### Funções da muralha

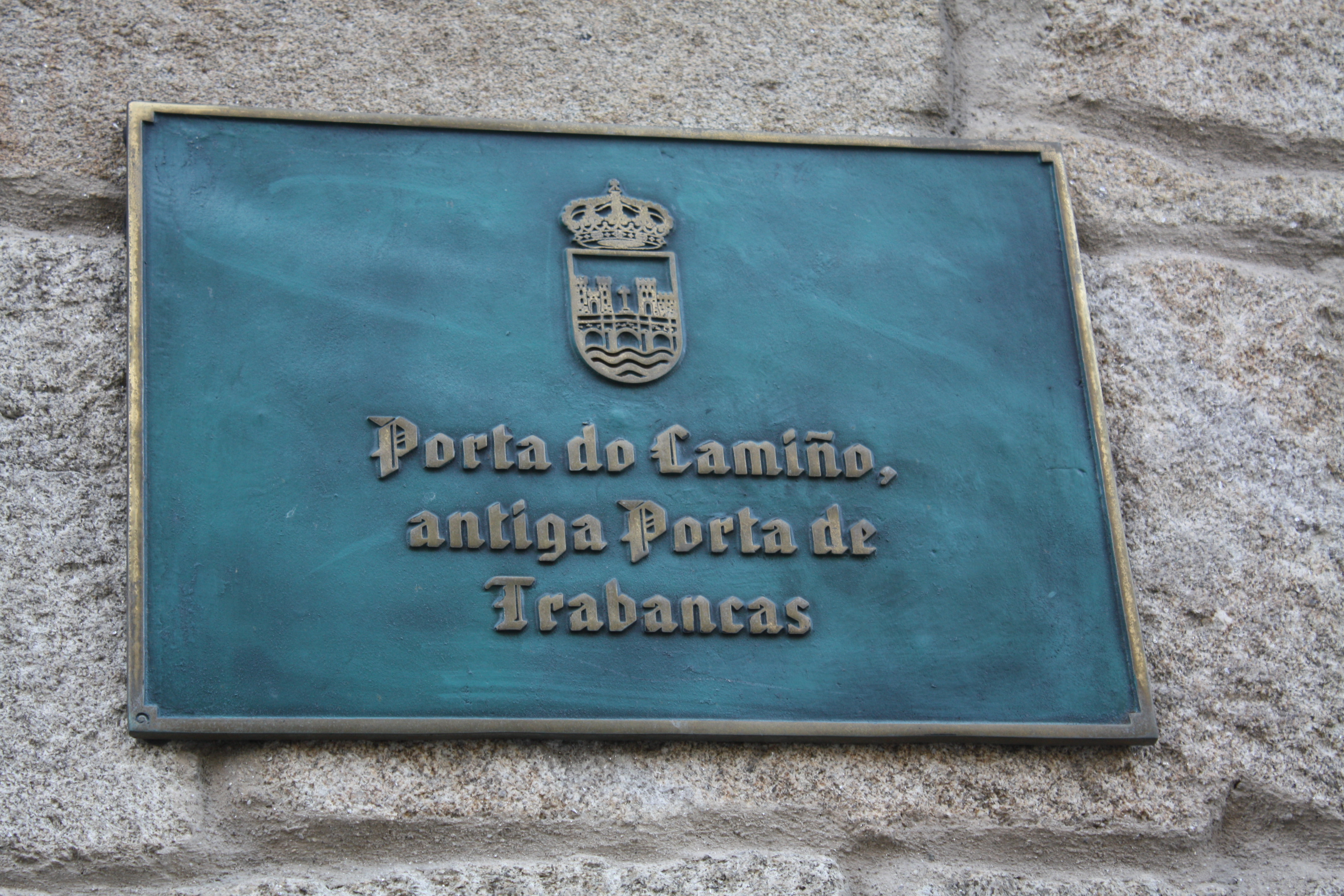
Placa que recorda o local onde se situava a Porta de Trabancas, por onde passava o Caminho Português na cidade amuralhada.

A muralha tinha várias funções: protecção contra inimigos, mas também contra epidemias, uma vez que não permitia que os infectados atravessassem as portas.  Tinha também uma função moral, tal como assegurar que as prostitutas pudessem realizar as suas actividades fora dos muros: em Pontevedra, este lugar foi utilizado para construir a.igreja da Virgem Peregrina.
Contudo, a função mais importante da muralha era proteger o trânsito de mercadorias, base de tributação: os dois produtos básicos da economia de Pontevedra, o vinho do Ribeiro de Avia e as sardinhas de outono capturadas pela pesca do cerco, tinham de ser sujeitos a rotas fixas.
Em Pontevedra, o vinho só podia ser trazido através da porta de Santa Clara, que se ligava ao antigo Caminho de Castela, onde os tropeiros traziam os vinhos da Avia no lombo das suas mulas e em odres em conserva; A porta de Trabancas, que abriu a Praça da Ferraria ao Caminho Português, ligado às vinhas do Baixo Minho; aproveitando as facilidades oferecidas pela Depressão Galega, os seus transportadores utilizavam carrinhos com dois bois e outras tantas rodas, cada um transportando um barril de vinho.
Os comerciantes de peixe também tinham estas dois portas assinaladas e a porta do Ribeiro era a da Ponte do Burgo; eram almocreves que transportavam cargas de peixe seco para o interior do país, embaladas em cestos, nunca em barris ou odres de vinho. Este meio de controlar o trânsito por terra dos dois principais produtos comerciais foi suficientemente eficaz para os proprietários das rendas reais, em 1594, para exigir que o concelho mantivesse este antigo costume em vigor.

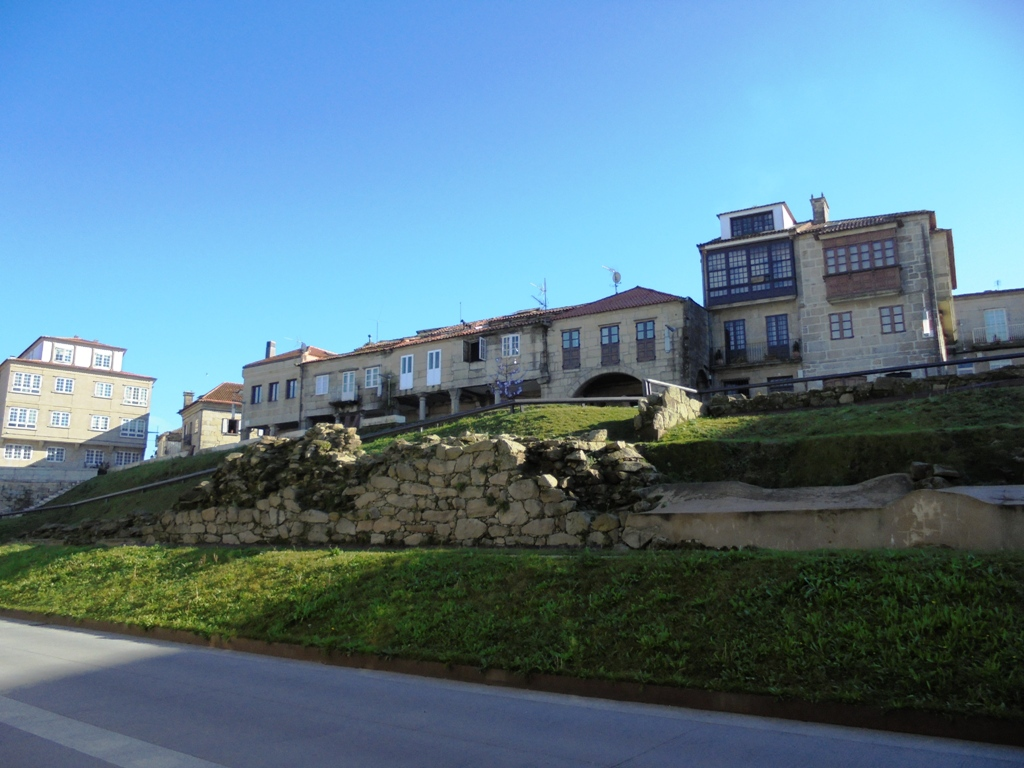
Restos em frente do Campillo de Santa Maria com as suas casas medievais